# Glock 17
Die Glock 17 ist eine Selbstladepistole im Kaliber 9 × 19 mm, die von der österreichischen Glock GmbH hergestellt wird. Sie ist das Ausgangsmodell der Glock-Pistolen, die technisch weitgehend mit ihr identisch sind und sich nur durch unterschiedliche Griffstückgrößen, Lauflängen und Kaliber unterscheiden.

## Beschreibung

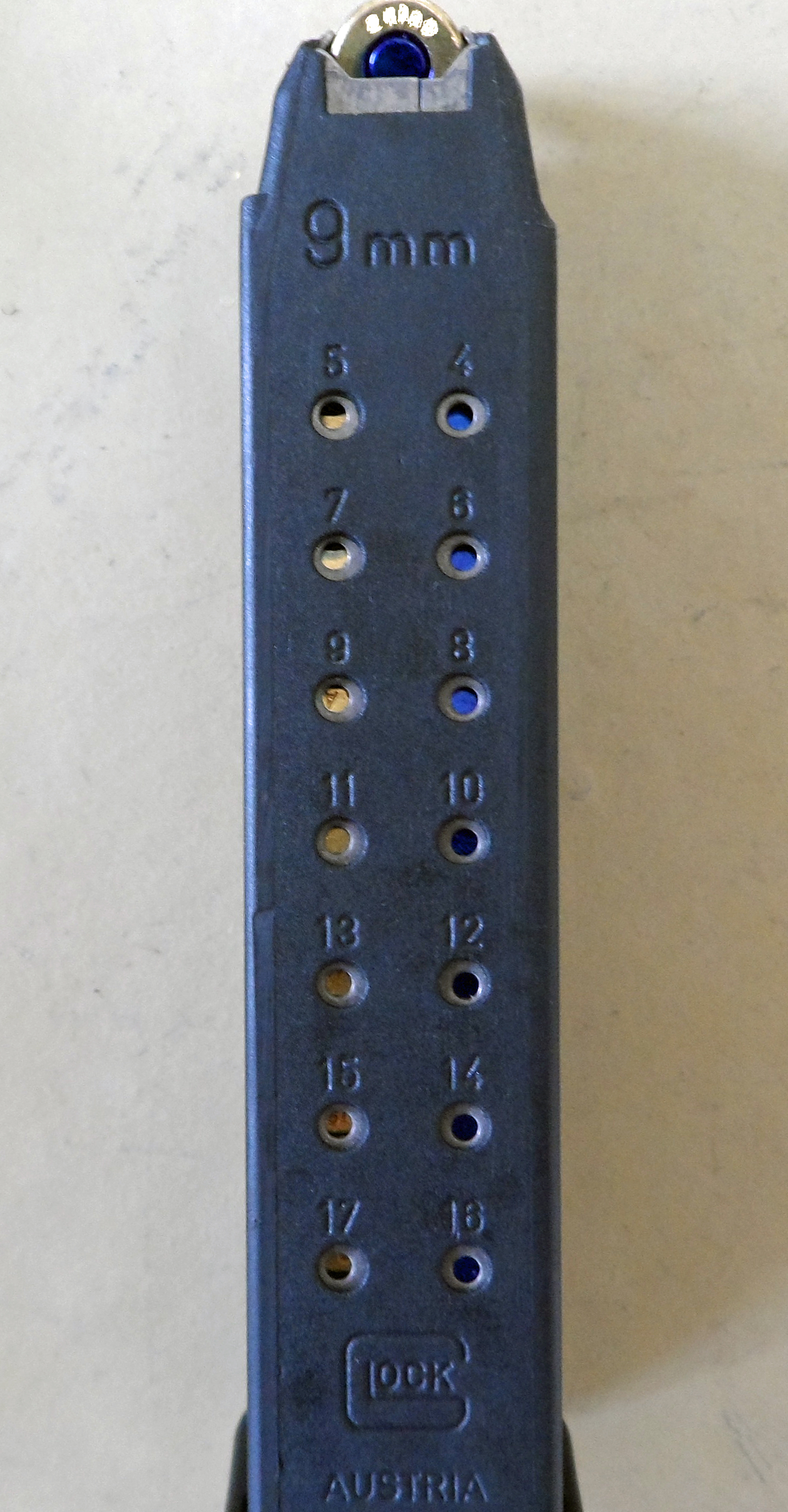
Magazin

Die Glock 17 besteht zu 40 % aus Kunststoff, wodurch die Waffe sehr leicht ist. Lauf und Verschluss sind aus Metall gefertigt, der Lauf weist ein Polygonprofil auf. Insgesamt besteht die Glock 17 aus nur 33 Teilen. Das erleichtert die Wartung der Waffe und macht sie bei Sicherheitsbediensteten und Armeeangehörigen sehr beliebt. Unter anderem wird die Glock 17 auch bei deutschen Spezialeinheiten, wie z. B. der GSG 9 oder den SEKs in verschiedenen Bundesländern eingesetzt. Die Pistole ist mit einem sogenannten Safe-Action-Abzugsystem ausgestattet. Das heißt, nach dem Fertigladen ist die Waffe stets teilgespannt. Bei dieser Waffe handelt es sich um eine hahnlose Pistole, der Schlagbolzen wird also direkt gespannt. Die Munitionskapazität beträgt je nach Magazin 17, 19, 24, 31 oder 33 Patronen.

### Verriegelung
Das Verschluss-System der Glock-Pistole 17 und 19 ist eine Weiterentwicklung des von John Moses Browning entwickelten Verschluss-Systems des Colt M1911, im Gegensatz zu diesem verriegelt der hinten blockförmige Lauf bei der Glock direkt im Auswurffenster des Verschlussschlittens.

### Nachladevorgang
Nach der Schussabgabe bewegen sich Lauf und Verschluss gemeinsam zurück, bis der Druck abgefallen ist. Wie beim Colt M1911 wird das hintere Laufende zum Entriegeln abgekippt. Bei der Glock-Pistole geschieht dies durch eine schräg unten am Lauf liegende stabförmige Steuerkulisse direkt zwischen Lauf und einer entsprechenden Fläche am Rahmen.

## Varianten
Es gibt die Glock 17 auch – so wie andere Glockmodelle – als Glock 17C (Compensator). Der Kompensator ist integraler Bestandteil der Waffenkonstruktion. Durch die in den Lauf erodierten Kompensatorbohrungen und den Fortsatz dieser Bohrungen durch den Schlitten wird ein Teil der sich bei der Schussabgabe ausdehnenden Gase nach oben abgeleitet, was das Hochschlagen der Waffe als Teil des Rückstoßes vermindert. Der Nachteil der Kompensatorkonstruktionen ist, dass durch das zum Teil nach oben geleitete Mündungsfeuer – besonders in Nachtsituationen – der Schütze geblendet werden kann und somit die Verwendung durch Militär, Polizei etc. nur eingeschränkt möglich ist.
Eine weitere Variante ist die Glock 17L, die einen längeren Lauf aufweist. Statt 114 mm wie bei der Standard-Glock beträgt die Lauflänge der Glock 17L 153 mm.
Die Glock 17R („Reset“) ist eine zur Glock 17 baugleiche Rotwaffe und unterscheidet sich lediglich hinsichtlich der Farbgebung sowie in funktionalen Komponenten, die für die Schussabgabe notwendig sind (Lauf, Verschluss und Schlagbolzen). Bei diesem Modell ist das Patronenlager blockiert, es können also keine Übungen zum Laden oder Entladen durchgeführt werden. Der Schlagbolzen wird im Gegensatz zu den anderen Modellen direkt durch Abzug gespannt (zurückgesetzt; reset), ein Zurückziehen des Schlittens ist nicht erforderlich um die Selbstladefunktion im Gebrauch zu simulieren.
Die Glock 17P („Practice“) ist eine zur Glock 17 (4. bzw. 5. Generation) baugleiche Rotwaffe – anders als beim R-Modell ist hier das Patronenlager offen, es kann prinzipiell scharfe Munition geladen, aber nicht abgefeuert werden.
Die Glock G17T („Training“) ist eine Variante für das Force-on-Force-Training, die für das Verschießen von FX- oder UTX-Munition konzipiert ist.

### Generationen
Die genannten Varianten sind jeweils sowohl als Original aber auch teilweise als Gen4 und Gen5 verfügbar. Gen4 stellt im Wesentlichen eine Verbesserung der Handhabung des Griffstücks dar (austauschbare Griffschalen, verbesserte Textur des Griffstücks sowie ein umkehrbarer Magazinhalter für linkshändige Bedienung). Gen5-Modelle verfügen über einen überarbeiteten Schlitten mit einer verbesserten Struktur und Beschichtung sowie einem für Linkshandbedienung umkehrbaren Schlittenfang. Am Griffstück wurden die Fingerkerben entfernt.
Der Lauf verfügt über ein neues, verbessertes Polygonalprofil „GMB“, welches im Rahmen einer Ausschreibung für die US Army entwickelt wurde. Das Profil erhöht die Präzision erheblich, ebenso erleichtert es die forensische bzw. ballistische Zuordnung verschossener Projektile zu einer Waffe.

## Nutzerstaaten
- Deutschland: Deutsche Marine, als P9 eingeführt. 3. Generation P9M, 4. Generation P9A1;[10] GSG 9 der Bundespolizei,[11][12] Polizeiliche Schutzaufgaben Ausland der Bundespolizei,[13] Spezialeinsatzkommandos verschiedener Landespolizeien, die Zentrale Unterstützungsgruppe Zoll des deutschen Zolls.
- Frankreich: Das französische Heer wird ab 2022 die Glock 17 Gen 5 unter der Bezeichnung PANG als Dienstwaffe einführen. Insgesamt sollen 74.596 Pistolen beschafft werden.[14]
- Israel: Grenzschutz
- Monaco[15]
- Neuseeland: neuseeländische Streitkräfte[16]
- Norwegen: norwegische Streitkräfte als P80[17]
- Österreich: 1983 beim österreichischen Bundesheer als Pistole 80 eingeführt; Dienstwaffe der österreichischen Bundespolizei und Justizwache
- Russland: diverse russische Polizeieinheiten[18]
- Schweden: schwedische Streitkräfte als P 88[19]
- Schweiz: Spezialeinheiten[20]
- Tschechien: Spezialeinheiten[21]
- Vereinigtes Königreich: britische Streitkräfte als L131A1[22]
- Vereinigte Staaten: diverse Polizeieinheiten,[23] FBI,[24] und andere Regierungsbehörden.